# Diocesi di Nouna
La diocesi di Nouna (in latino Dioecesis Nunensis) è una sede della Chiesa cattolica in Burkina Faso suffraganea dell'arcidiocesi di Bobo-Dioulasso. Nel 2023 contava 85.098 battezzati su 704.078 abitanti. È retta dal vescovo Guy Mukasa Sanon.

## Territorio
La diocesi comprende la parte occidentale della regione di Boucle du Mouhoun in Burkina Faso.
Sede vescovile è la città di Nouna, dove si trova la cattedrale di Nostra Signora del Perpetuo Soccorso.
Il territorio è suddiviso in 10 parrocchie.

## Storia
La diocesi è stata eretta il 14 aprile 2000 con la bolla Grave successoris Petri di papa Giovanni Paolo II, in seguito ad una divisione della diocesi di Nouna-Dédegou, che ha dato origine anche alla diocesi di Dédougou. Originariamente era suffraganea dell'arcidiocesi di Ouagadougou.
Il 5 dicembre 2000 è entrata a far parte della provincia ecclesiastica dell'arcidiocesi di Bobo-Dioulasso.

## Cronotassi dei vescovi
Si omettono i periodi di sede vacante non superiori ai 2 anni o non storicamente accertati.
- Joseph Sama (14 aprile 2000 - 25 gennaio 2025 ritirato)
- Guy Mukasa Sanon, dal 25 gennaio 2025

## Statistiche
La diocesi nel 2023 su una popolazione di 704.078 persone contava 85.098 battezzati, corrispondenti al 12,1% del totale.
| anno | popolazione | popolazione | popolazione | presbiteri | presbiteri | presbiteri | presbiteri                | diaconi | religiosi | religiosi | parrocchie |
| anno | battezzati  | totale      | %           | numero     | secolari   | regolari   | battezzati per presbitero | diaconi | uomini    | donne     | parrocchie |
| ---- | ----------- | ----------- | ----------- | ---------- | ---------- | ---------- | ------------------------- | ------- | --------- | --------- | ---------- |
| 1950 | 7.390       | 865.500     | 0,9         | 21         |            | 21         | 351                       |         |           |           | 7          |
| 1969 | 51.255      | 560.000     | 9,2         | 105        | 53         | 52         | 488                       |         | 14        | 30        | 12         |
| 1980 | 55.201      | 699.000     | 7,9         | 58         | 15         | 43         | 951                       |         | 54        | 43        | 12         |
| 1987 | 72.445      | 789.000     | 9,2         | 62         | 22         | 40         | 1.168                     |         | 55        | 55        | 12         |
| 1997 | 112.268     | 1.373.385   | 8,2         | 60         | 48         | 12         | 1.871                     |         | 23        | 78        | 14         |
| 2000 | 40.000      | 400.000     | 10,0        | 23         | 14         | 9          | 1.739                     |         | 9         | 24        | 4          |
| 2001 | 53.804      | 414.336     | 13,0        | 19         | 14         | 5          | 2.831                     |         | 10        | 6         | 5          |
| 2002 | 55.418      | 428.843     | 12,9        | 27         | 21         | 6          | 2.052                     |         | 12        | 6         | 6          |
| 2003 | 55.418      | 428.843     | 12,9        | 24         | 19         | 5          | 2.309                     |         | 10        | 6         | 6          |
| 2013 | 95.800      | 586.000     | 16,3        | 31         | 31         |            | 3.090                     |         | 4         | 21        | 9          |
| 2016 | 63.841      | 741.582     | 8,6         | 32         | 32         |            | 1.995                     |         | 13        | 24        | 9          |
| 2019 | 73.835      | 751.277     | 9,8         | 36         | 36         |            | 2.050                     |         | 14        | 25        | 10         |
| 2021 | 78.400      | 797.735     | 9,8         | 40         | 40         |            | 1.960                     |         | 14        | 25        | 10         |
| 2023 | 85.098      | 704.078     | 12,1        | 40         | 40         |            | 2.127                     |         | 14        | 21        | 10         |